# Liste der Bodendenkmale in Aland (Altmark)
In der Liste der Bodendenkmale in Aland (Altmark) sind alle Bodendenkmale der Gemeinde Aland (Altmark) und ihrer Ortsteile aufgelistet. Grundlage ist die Auflistung von Johannes Schneider aus dem Jahr 1986. Die Baudenkmale sind in der Liste der Kulturdenkmale in Aland (Altmark) aufgeführt.
| Denkmal-ID | Fundart | Ortsteil            | Bezeichnung                           | Zeitstellung          | Lage                                     | Bemerkungen | Bild |
| ---------- | ------- | ------------------- | ------------------------------------- | --------------------- | ---------------------------------------- | ----------- | ---- |
| ?          |         | Aulosen             | Siedlung, Burganlage                  | Vorrömische Eisenzeit | (Lage)                                   |             |      |
| ?          |         | Pollitz-Kahlenberge | Niederungsburg                        |                       | Nordwestlich des ehemaligen Gutes (Lage) |             |      |
| ?          |         | Scharpenhufe        | Burghügel, Niederungsburg „Gänseburg“ |                       | Südöstlich des Orts (Lage)               |             |      |